# Белград (город, Миннесота)
Белград (англ. Belgrade) — город в округе Стернс, штат Миннесота, США. На площади 3,1 км² (3,1 км² — суша, водоёмов нет), согласно переписи 2002 года, проживают 750 человек. Плотность населения составляет 245,8 чел./км².
- Телефонный код города — 320
- Почтовый индекс — 56312
- FIPS-код города — 27-04762[1]
- GNIS-идентификатор — 0639878[2]